# Justin Bruening
Justin Bruening, född 24 september 1979 i St. Helena i Cedar County, Nebraska, är en amerikansk skådespelare. Han spelar Mike Tracer i nyversionen av serien Knight Rider. Han blev känd som Matt i Grey’ s anatomy och är nu aktuell som coach Cal i Netflixserien Sweet Magnolia.